# Phragmanthera talbotiorum
Phragmanthera talbotiorum är en tvåhjärtbladig växtart som först beskrevs av Thomas Archibald Sprague, och fick sitt nu gällande namn av Simone Balle. Phragmanthera talbotiorum ingår i släktet Phragmanthera och familjen Loranthaceae. Inga underarter finns listade i Catalogue of Life.